# Mellnitz-Üselitzer Wiek

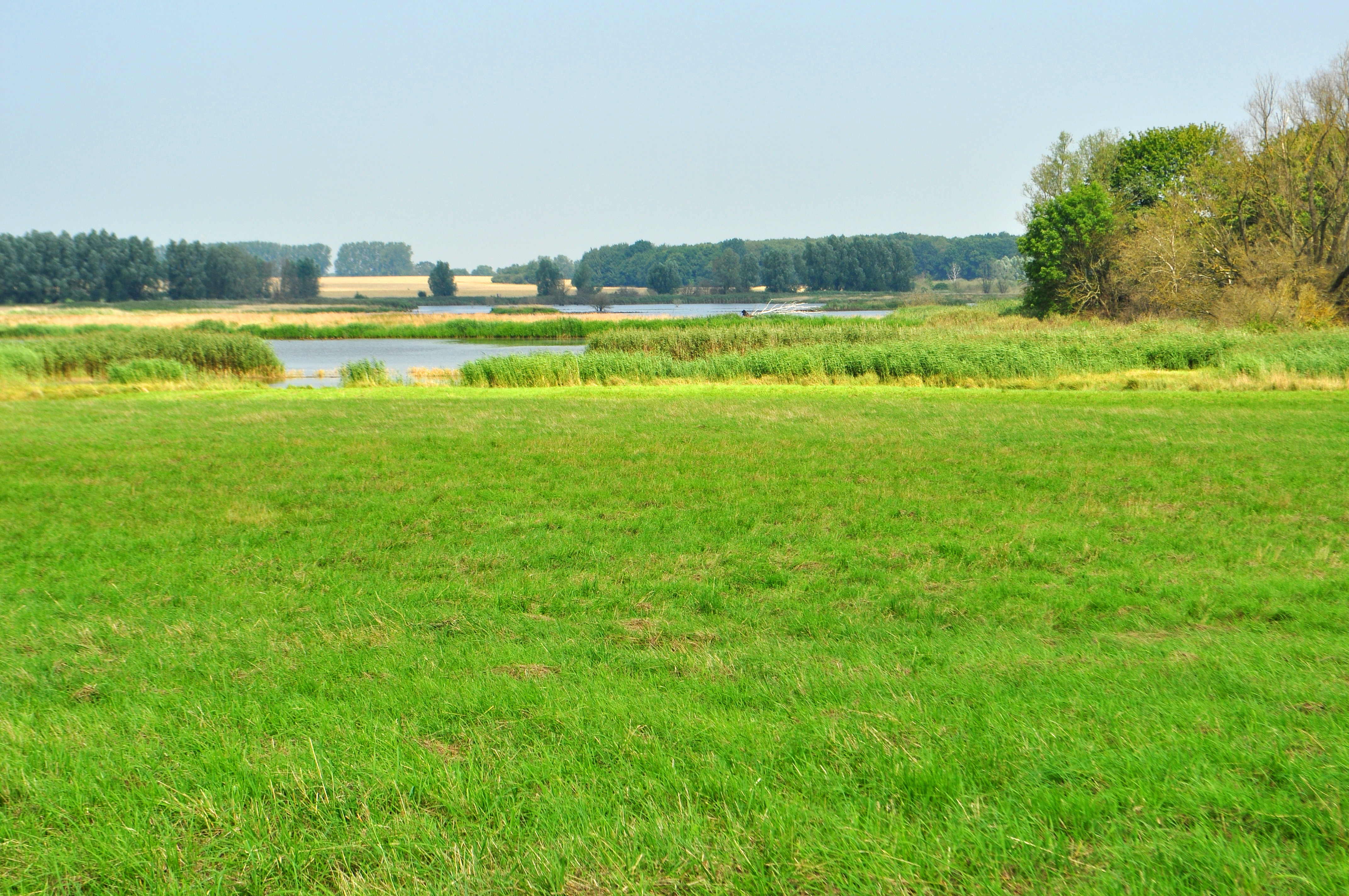
Mellnitz-Üselitzer Wiek (2014)

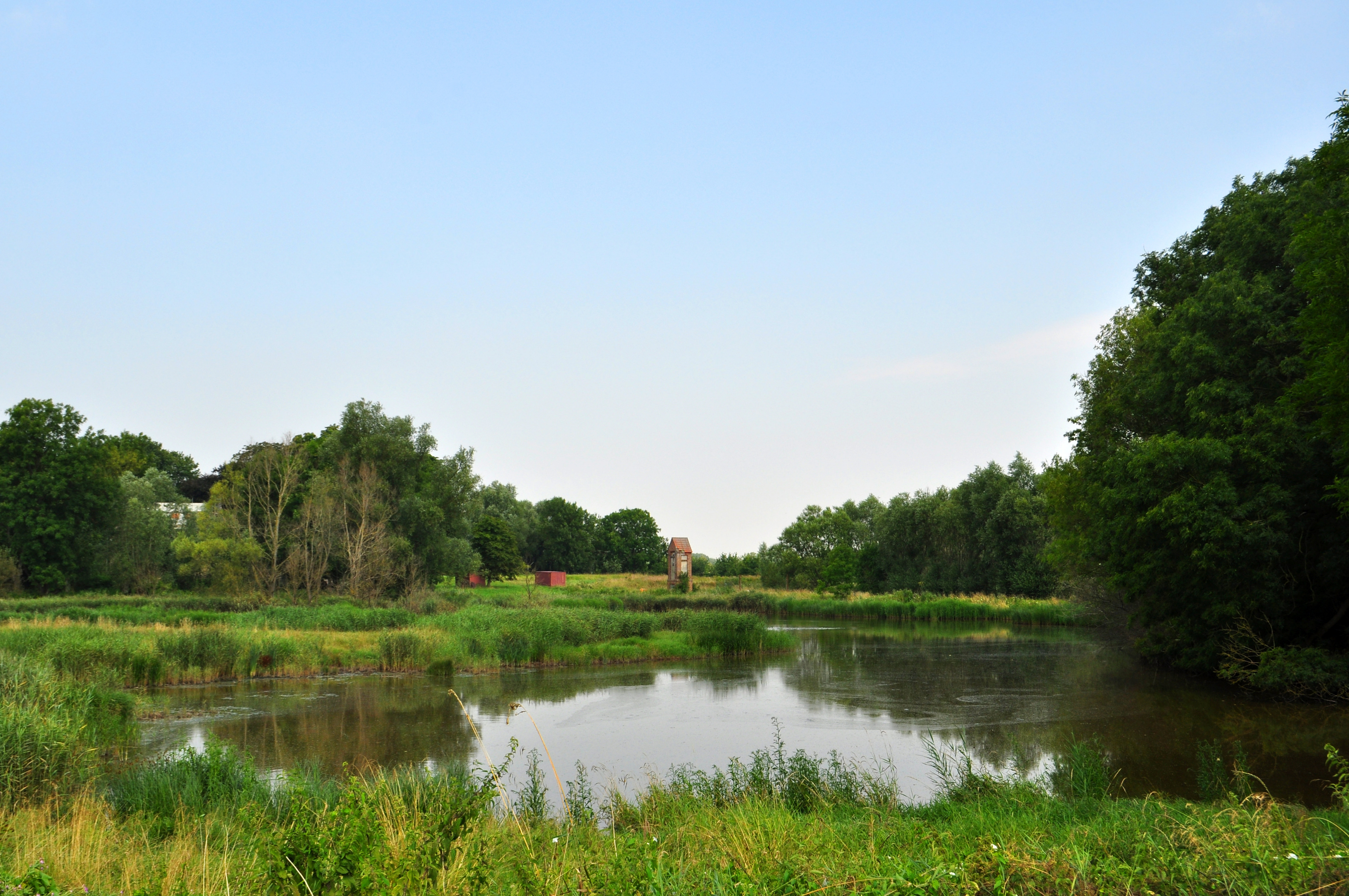
Mellnitz-Üselitzer Wiek (2014)

Die Mellnitz-Üselitzer Wiek ist ein landschaftliches Areal im Süden der Insel Rügen bei Poseritz. Nach dem Bau der neuen Rügenbrücke über den Strelasund zwischen Stralsund und Altefähr verpflichtete sich die Deutsche Einheit Fernstraßenplanungs- und -baugesellschaft mbH (Deges) als Ausgleichsmaßnahme zur Wiedervernässung der Wiek als Wiedergutmachung für Umweltschäden.
Vor der Trockenlegung war die Wiek als Gewässer zuletzt auf einem aus dem Jahr 1830 stammenden preußischen Urmesstischblatt verzeichnet. Sie besaß einen offenen Zugang zur Puddeminer Wiek und erstreckte sich über 32 Hektar Fläche. Mit dem Bau eines Deiches etwa Mitte des 20. Jahrhunderts wurde der Durchbruch geschlossen und das Areal mittels eines Schöpfwerkes trockengelegt. Seitdem wurde die gewonnene Fläche, die etwa zwei Meter unter dem Wasserspiegel des Greifswalder Boddens lag, bis 1990 landwirtschaftlich genutzt.
Die Deges plante die Wiedervernässung zum Jahr 2012. Die Fläche sollte etwa das Vierfache der einstigen Üselitzer Wiek umfassen. Die Kosten wurden auf 1,9 Millionen Euro geschätzt. Davon entfielen 1,5 Millionen Euro für den Erwerb von Ackerflächen und Grünland.
Im Jahr 2010 wurde an der benachbarten Puddeminer Wiek ein Flutbauwerk errichtet. Zwei automatisch steuerbare Fluttore mit zusammen 12 Metern Breite wurden eingebaut, die den Wasseraustausch regulieren sollen, dazu zwei Schöpf- und Pumpwerke. Ab dem 19. August 2011 wurde das Areal geflutet. Die Mellnitz-Üselitzer Wiek soll nach Flutung an ihrer tiefsten Stelle zwei Meter tief sein und eine Fläche von 124 Hektar einnehmen; das gesamte Renaturierungsgebiet misst 240 Hektar.
Bereits kurze Zeit nach Flutung hat sich das Areal zu einem überregional bedeutsamen Durchzugs- und Rastgebiet für Wasser- und Watvögel sowie Kraniche entwickelt. Hier rasten tausende Enten wie Pfeifenten, Stockenten und Reiherenten sowie Graugänse. Bei Niedrigwasser rasten Watvogelarten wie Kiebitz und Goldregenpfeifer in der Wiek. Im Südwestteil der Wiek hat sich eine große Kormoran-Kolonie etabliert.